# دکمه‌ها: یک داستان کریسمس
دکمه‌ها: یک داستان کریسمس (به انگلیسی: Buttons: A Christmas Tale) فیلمی است محصول سال ۲۰۱۹ و به کارگردانی تیم جینز است. در این فیلم بازیگرانی همچون یوان گریفید، جین سیمور، رما دونی، ابیگیل اسپنسر، دیک ون دایک، آنجلا لنسبوری، کیت وینسلت، رابرت ردفورد، کتی مک‌گراث، رابرت پیکاردو، چارلز شانسی و جان دی لانسی ایفای نقش کرده‌اند.